# Metro Times
Metro Times (originalmente Detroit Metro Times) é o jornal semanal de maior circulação da área metropolitana de Detroit. Mantido inteiramente por meio de propagandas, é distribuido gratuitamente toda quarta-feira em livrarias e afins.